# 260
Năm 260 là một năm trong lịch Julius.

## Mất
- Tào Mao, bị Thành Tế đâm chết
- Thành Tế một binh sĩ đã đâm chết hoàng đế Tào Mao nhà Ngụy và bị đổ tội và xử chém